# Copa Constitució 2008
Der Copa Constitució 2008 war die 16. Auflage des andorranischen Fußballpokals. Alle Mannschaften der Primera sowie der Segona Divisió nach sechs Runden waren antrittsberechtigt. Der Bewerb wurde zwischen dem 17. Januar 2008 und dem 24. Mai 2008 ausgetragen. Der Sieger qualifizierte sich für die 1. Qualifikationsrunde zum UEFA-Pokal 2008/09.
UE Sant Julià gewann den ersten Titel.

## Turnierverlauf

### Vorrunde
Die Vorrunde wurde am 17. Januar 2008 gespielt.
|                         | Ergebnis |                          |
| ----------------------- | -------- | ------------------------ |
| Inter Club d'Escaldes B | 2:3      | Sporting Club d’Escaldes |

### 1. Runde
In der ersten Runde wurde zwischen 19. und 21. Januar 2008 ausgetragen.
|                         | Ergebnis |                          |
| ----------------------- | -------- | ------------------------ |
| FC Encamp               | 0:3      | UE Santa Coloma          |
| FC Lusitanos B          | 0:3      | UE Extremenya            |
| Atlètic Club d’Escaldes | 3:0      | CE Principat B           |
| FC Rànger's B           | 3:0      | Sporting Club d’Escaldes |

### Achtelfinale
Das Achtelfinale fand am 27. Januar statt.
|                         | Ergebnis |                           |
| ----------------------- | -------- | ------------------------- |
| FC Rànger's B           | 1:5      | CE Principat              |
| UE Extremenya           | 7:1      | Casa Estrella del Benfica |
| Atlètic Club d’Escaldes | 0:3      | Inter Club d’Escaldes     |
| UE Santa Coloma         | 1:2      | UE Engordany              |

### Viertelfinale
Die Viertelfinalspiele wurden am 6. bzw. 10. Februar 2008 ausgetragen.
|                       | Ergebnis |                 |
| --------------------- | -------- | --------------- |
| CE Principat          | 1:2      | FC Santa Coloma |
| Inter Club d’Escaldes | 1:2      | FC Rànger’s     |
| UE Extremenya         | 0:6      | UE Sant Julià   |
| UE Engordany          | 0:1      | FC Lusitanos    |

### Halbfinale
Die Spiele fanden am 18. Mai 2008 statt.
|               | Ergebnis              |                 |
| ------------- | --------------------- | --------------- |
| UE Sant Julià | 6:1                   | FC Rànger’s     |
| FC Lusitanos  | 1:1 n. V. (4:3 i. E.) | FC Santa Coloma |

### Finale
| Paarung  | UE Sant Julià – FC Lusitanos                   |
| Ergebnis | 6:1                                            |
| Datum    | 24. Mai 2008                                   |
| Stadion  | Camp d’Esports d’Aixovall, Sant Julià de Lòria |
| Tore     | unbekannt                                      |